# Raif Dizdarević
Raif Dizdarević (Fojnica, 9 de diciembre de 1926) es un político bosnio que se desempeñó como el primer presidente bosnio de la Presidencia Colectiva de Yugoslavia. Dizdarević participó con los partisanos yugoslavos en la resistencia armada durante la Segunda Guerra Mundial.

## Orígenes
Dizdarević nació en la Banovina del Drina, en el Reino de los Serbios, Croatas y Eslovenos en el seno de una familia musulmana bosnia en 1926. Su sobrino fue el diplomático y activista Srđan Dizdarević, quien murió en 2016.

## Carrera política
Después de la Segunda Guerra Mundial, en la que participó en el movimiento partisano, y como miembro del Partido Comunista de Yugoslavia y aliado de Josip Broz Tito, fue elevado a altos cargos políticos. Desde 1945 fue miembro del Departamento de Seguridad del Estado.
- Diplomático, sirviendo en embajadas en Bulgaria (1951–1954), la Unión Soviética (1956–1959) y Checoslovaquia (1963–1967)
- 1972: Subsecretario Federal de Relaciones Exteriores, con Miloš Minić como Ministro.
- 1978–82: Presidente de la Presidencia de la República Socialista de Bosnia y Herzegovina.
- 1982–83: Presidente de la Asamblea Federal de Yugoslavia.
- 1984–88: Ministro de Relaciones Exteriores de Yugoslavia
- 1988–89: Presidente de la Presidencia Colectiva de Yugoslavia, tras la renuncia de Hamdija Pozderac. Durante su tiempo como jefe de Estado, Yugoslavia tenía una deuda externa de más de 21.000 millones de dólares y una tasa de inflación anual del 217%.[2] En marzo de 1989, Dizdarević tuvo que cancelar un viaje al extranjero a Brasil, Uruguay y Senegal en medio de disturbios en la provincia de Kosovo de mayoría albanesa.[3]

## Retirada
Dizdarević, que intentó mantener unida a la federación yugoslava, perdió su influencia política con el inicio de las guerras yugoslavas. Más tarde vivió en Sarajevo y publicó sus memorias. Su hijo Predrag vive en los Estados Unidos, mientras que su hija Jasminka vive en Belgrado, Serbia. Tras su retirada de la vida política publicó un libro de memorias: Od smrti Tita do smrti Jugoslavije ("Desde la muerte de Tito hasta la muerte de Yugoslavia", ISBN 978-9958-10275-2) y un libro de memorias sobre eventos y personalidades: Vrijeme koje se pamti (" Tiempos para ser recordados ", ISBN 9958-703-81-5).